# 15215 Lachlanmaclean
15215 Lachlanmaclean è un asteroide della fascia principale. Scoperto nel 1981, presenta un'orbita caratterizzata da un semiasse maggiore pari a 2,399453 UA e da un'eccentricità di 0,216441, inclinata di 2,983741° rispetto all'eclittica.